# 보르디게라

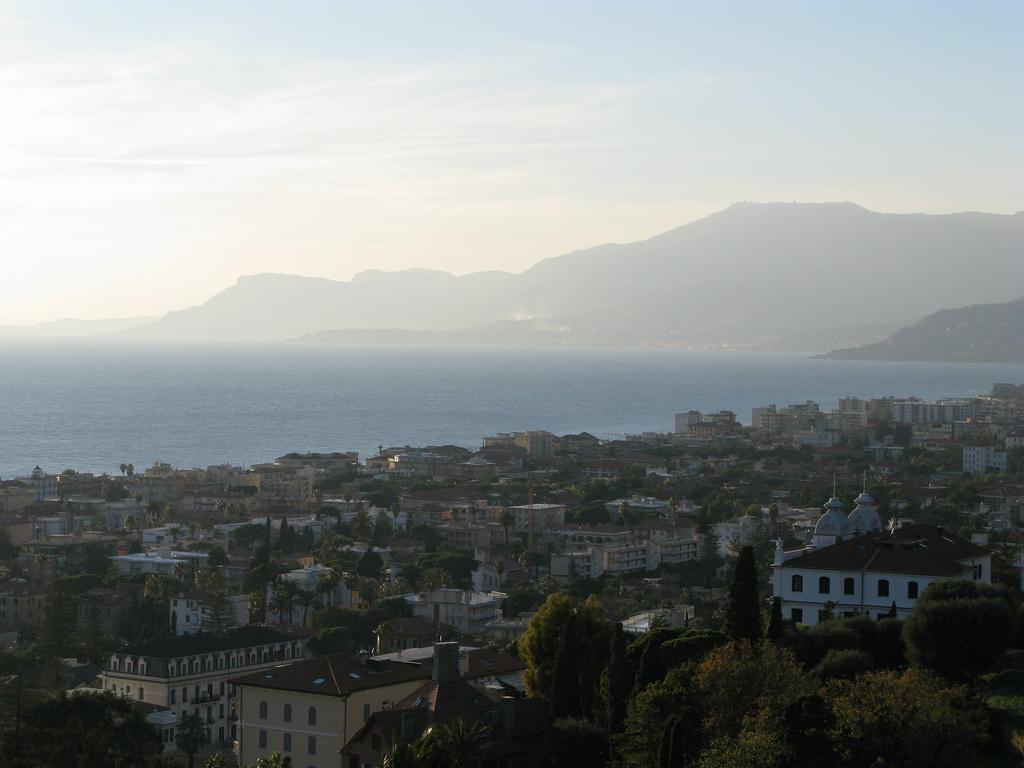
보르디게라

보르디게라(이탈리아어: Bordighera)는 이탈리아 리구리아주 임페리아도에 위치한 코무네로 면적은 10.41km2, 높이는 5m, 인구는 10,667명(2007년 5월 31일 기준), 인구 밀도는 1,000명/km2이다. 프랑스 국경에서 20km 정도 떨어진 곳에 위치한다.

## 자매 도시
- 프랑스 빌프랑슈쉬르메르
- 독일 네카르줄름